# Требижат
Требижат (босн. Trebižat) - річка в Боснії і Герцеговині, є основною правою притокою Неретви. Її довжина складає близько 51 кілометра. Відома своєю незвичністю та гарними водоспадами.

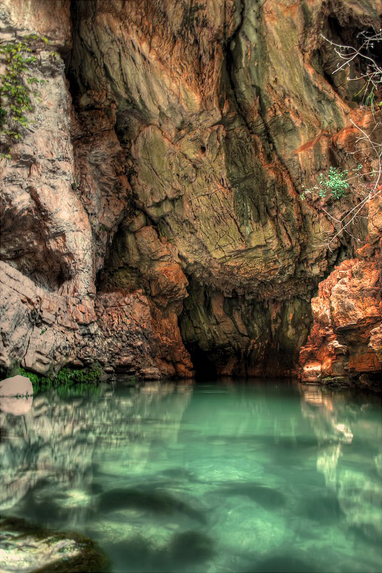
Річка бере початок з карстової печери в Печ-Млинах

Річка Требижат розташована в південно-західному регіоні Боснії та Герцеговини. Це частина басейну Неретви і є основною притокою річки Неретва. Річка бере початок із великого карстового джерела в печері в селі Печ-Млини.

## Водоспади

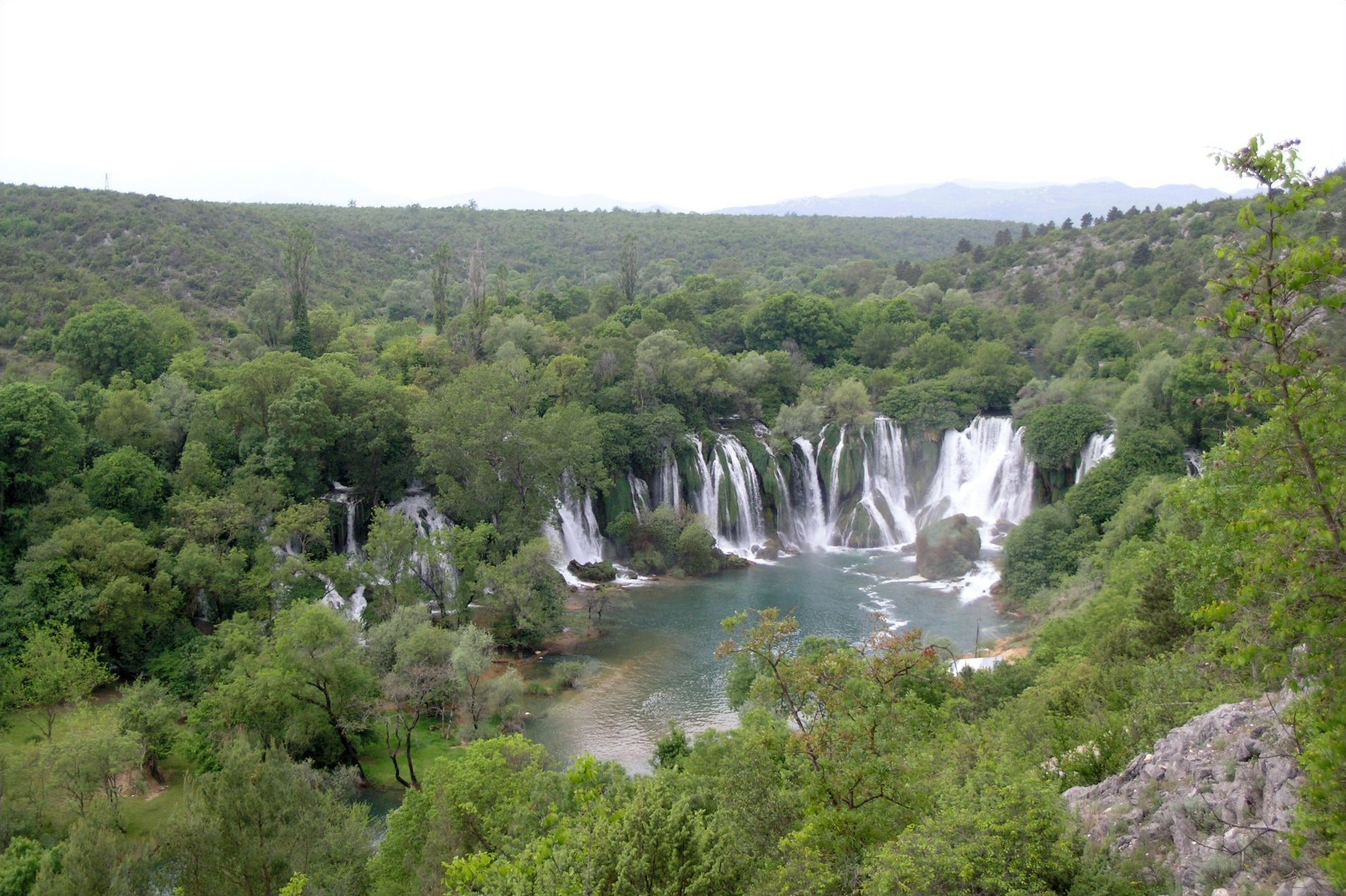
Водоспад Кравиця

Мальовничий водоспад Кравиця утворюють відразу кілька відгалужень річки Требижат, що протікають через ліс, а потім падають в озеро з висоти 27-28 метрів. Відбувається це дійство на площі завширшки 150 метрів. Подібно до водоспадів на острові Крк та Плитвицьких озер, річка Требижат також перебуває в постійному процесі природного відкладення туфу. Відомо, що травертинові бар’єри та водоспади можуть рости лише у воді високої чистоти та якості.
Озеро з кришталево чистою водою бірюзового відтінку, в яке річка обрушує свої води, в літній сезон доступне для купання і є чудовою альтернативою Плитвицьким озерам у Хорватії.
Крім Кравиці, на річці Требижат знаходиться ще один водоспад – Кочуша, який поступається першому за висотою, але повноводніший. В його околицях досі можна побачити старі водяні млини, що використовувалися за старих часів для селянських потреб.

## Екологія
Річка протікає через екологічно чисті райони країни, тому її води сприятливі для розмноження великої кількості видів риб та річкових мікроорганізмів. Наразі збереження унікальної прибережної екосистеми є державною програмою. Для любителів активного відпочинку на річці Требижат проводяться міжнародні змагання з веслування на каное та байдарках, а вздовж берегів прокладено туристичні пішохідні стежки.

## Цікаві факти
Річка має аж 9 назв, а все через те що 9 разів пірнає під землю, губиться у камінні, а потім знову випірнає на поверхню, тому вдавнину й думали що це різні річки і дали їм різні назви: Врліка, Тихаліна, Младе, Цулуша, Рицина, Брина, Сувая, Матиця, Требижат.